# ТЕС Фуджейра F3
25°18′31″ пн. ш. 56°22′18″ зх. д. / 25.30861° пн. ш. 56.37167° зх. д.
ТЕС Фуджейра F3 – теплова електростанція, що споруджується на узбережжі Оманської затоки у еміраті Фуджайра (Об'єднані Арабські Емірати).
З подачею у 2000-х роках до Фуджайри спочатку оманського (трубопровід від Махди), а потім катарського (трубопровід від Тавіли) природного газу у цьому районі почав розвиватись потужний електроенергетичний майданчик, котрий знаходиться дещо північніше від міста Фуджайра. Станом на кінець 2010-х тут вже працювали ТЕС Фуджейра F1 та ТЕС Фуджейра F2, а у 2020-му уклали угоду на будівництво ТЕС Фуджейра F3. Її зведуть між станціями F1 та F2, на місці, де колись розташовувалась ТЕС Кідфа.
Станція складатиметься із двох енергоблоків, створених за технологією комбінованого парогазового цикла. У блоці 1 (потужність 1600 МВт) встановлять дві газові турбіни Mitsubishi Hitachi Power Systems (MHPS) типу M701 JAC потужністю по 520 МВт, які через відповідну кількість котлів-утилізаторів живитимуть одну парову турбіну. У блоці 2 (потужність 800 МВт) встановлять одну газову турбіну Mitsubishi Hitachi M701 JAC, яка через котел-утилізатор живитиме одну парову турбіну.
Для охолодження використовуватиметься морська вода.
Зв’язок з енергосистемою відбуватиметься по ЛЕП, розрахованій на роботу під напругою 400 кВ.
Початок генерації електроенергії очікується у 2022-му, а повна здача об’єкта запланована на 2023 рік.
Проект реалізують через компанію F3 Holding Company, яка належить Abu Dhabi Power Corporation (ADPower, 60%) і японській Marubeni (40%).